# WISE 1828+2650
WISE 1828+2650 – brązowy karzeł należący do typu widmowego Y, znajdujący się w gwiazdozbiorze Lutni w odległości około 30 lat świetlnych (9,4 parseków) od Ziemi. W momencie jego odkrycia był najmniejszym i najzimniejszym brązowym karłem.
Jego temperatura wynosi zaledwie 298 K (ok. 25 °C). Jednocześnie jest jednym z najbliższych sąsiadów Układu Słonecznego.
Brązowy karzeł został odkryty w ramach programu WISE. Dodatkowych obserwacji w celu potwierdzenia jego własności dokonano przy użyciu teleskopów Spitzera i Hubble'a.